# Happy House
Happy House è un singolo del gruppo musicale britannico Siouxsie and the Banshees, pubblicato il 7 marzo 1980 come primo estratto dall'album Kaleidoscope.

## Il disco
Happy House e in generale l'album Kaleidoscope hanno segnato un cambiamento musicale per Siouxsie and the Banshees, grazie anche al cambio di formazione che ha visto l'ingresso nella band del batterista Budgie, proveniente dalle Slits, e del chitarrista John McGeoch, proveniente dai Magazine.
Budgie, che era interessato ai poliritmi africani, ha utilizzato sulla canzone un'atmosfera reggae, mentre McGeoch ha suonato la chitarra in modo atmosferico e tagliente. Siouxsie ha affermato che la band ha quasi inventato un nuovo suono con questo singolo: era "la fase due dei Banshees".
Quando le è stato chiesto se Happy House fosse una canzone cinica, Siouxsie ha risposto: "E' sarcastica. In un certo senso, come la televisione, tutti i media, è come la pubblicità, la famiglia perfetta, mentre è più normale che i mariti picchino le mogli. Ci sono famiglie davvero fuori di testa, ma la proiezione è tutta sorridente, capelli biondi, il sole, mangiare burro senza essere grassi e tutti perfetti".
Happy House è stato pubblicato il 7 marzo 1980 in 7" come primo singolo dal terzo album in studio Kaleidoscope. Il singolo è stato il secondo top 20 della band, arrivando alla diciassettesima posizione delle classifiche inglesi .

### Video
Girato il 15-16/03/80. Il video del brano vede una casa distorta da cartone animato fatta in modo da sembrare "felice e divertente", in modo da riflettere il testo della canzone. Siouxsie esplora la casa vestita da Arlecchino, imitando a tratti l'esecuzione del riff del brano su di un ukulele, mentre Severin col basso e Budgie con la batteria suonano insieme in salotto. Nonostante il riff di chitarra molto particolare (interpretato da McGeoch) che è senza dubbio il fulcro della canzone, McGeoch non compare nel video perché contrattualmente non gli fu permesso.

### Versioni
- 7-mar-1980 – Siouxsie and the Banshees, Happy House, 45gg, Polydor 2059 215, Regno Unito[4]. Questa versione è pubblicata come singolo con Drop Dead/Celebration come lato B e co-prodotta da Nigel Gray. Happy House è stata inclusa nella raccolta Once Upon a Time: The Singles del 1981.

### Cover
La canzone poi è stata rivisitata da altri artisti.
- Nel 1993 il gruppo dance italiano Cappella ha avuto un grande successo inserendo l'inconfondibile riff di Happy House nel loro singolo U Got 2 Know. I Cappella sono stati poi citati in giudizio per il mancato pagamento dei diritti d'autore e hanno perso la causa.[5]
- Nel 1997, il gruppo di Rock elettronico Mindless Self Indulgence hanno campionato il riff di Happy House per il loro singolo Bitches tratto dall'album Frankenstein Girls Will Seem Strangely Sexy.
- Nel 2003, il gruppo europeo Ginger Ale ha fatto una cover del brano per il loro album d'esordio.[6]
- Nel 2011, The Weeknd ha campionato alcuni elementi di Happy House per la sua canzone House of Balloons tratto dal mixtape omonimo.

## Tracce
Testi di Sioux, musiche di Sioux, Severin.
Lato A
1. Happy House - 3:52

Lato B
1. Drop Dead/Celebration - 4:17

## Formazione
- Siouxsie Sioux – voce, melodica
- John McGeoch – chitarra
- Steven Severin – basso, voce
- Budgie – batteria, armonica a bocca, voce